# Waddeweitz
Waddeweitz település Németországban, azon belül Alsó-Szászország tartományban. Lakosainak száma 896 fő (2023. december 31.).

## Népesség
A település népességének változása:
| Lakosok száma | 891  | 889  | 900  | 888  | 876  | 896  |
|               | 2016 | 2017 | 2019 | 2021 | 2022 | 2023 |